# Монхайт, Джейн
Джейн Монхайт (англ. Jane Monheit; род. 3 ноября 1977, Окдейл, штат Нью-Йорк) — американская джазовая вокалистка.
Джейн Монхайт начала изучать пение и кларнет в театральном училище. В 17 лет поступила в Манхеттеновскую школу музыки. Первые концерты начала давать с Девидом Беркманом и Риком Монталбано, за которого вышла замуж в 2002 году. В 20 лет заняла второе место на Международном джазовом конкурсе Телониуса Монка. Дебютный альбом записала в 2000 году с известными джазовыми музыкантами Роном Картером и Кенни Бароном.

## Дискография
| Год                                                             | Альбом                          |
| --------------------------------------------------------------- | ------------------------------- |
| 2000                                                            | Never Never Land                |
| 2001                                                            | Come Dream with Me              |
| 2002                                                            | In the Sun                      |
| 2004                                                            | Taking a Chance on Love         |
| 2005                                                            | The Season                      |
| 2007                                                            | Surrender                       |
| 2009                                                            | The Lovers, The Dreamers And Me |
| 2010                                                            | Home                            |
| Джейн Монхайт является обладательницей нескольких наград Грэмми |                                 |